# Fossé (Loir y Cher)
 Fossé  es una población y comuna francesa, en la región de Centro, departamento de Loir y Cher, en el distrito de Blois y cantón de Blois-5.

## Demografía
| 286 | 329 | 580 | 781 | 862 | 849 |
| Para los censos de 1962 a 1999 la población legal corresponde a la población sin duplicidades (Fuente: INSEE [Consultar]) |     |     |     |     |     |